# قائمة مقابر تونس

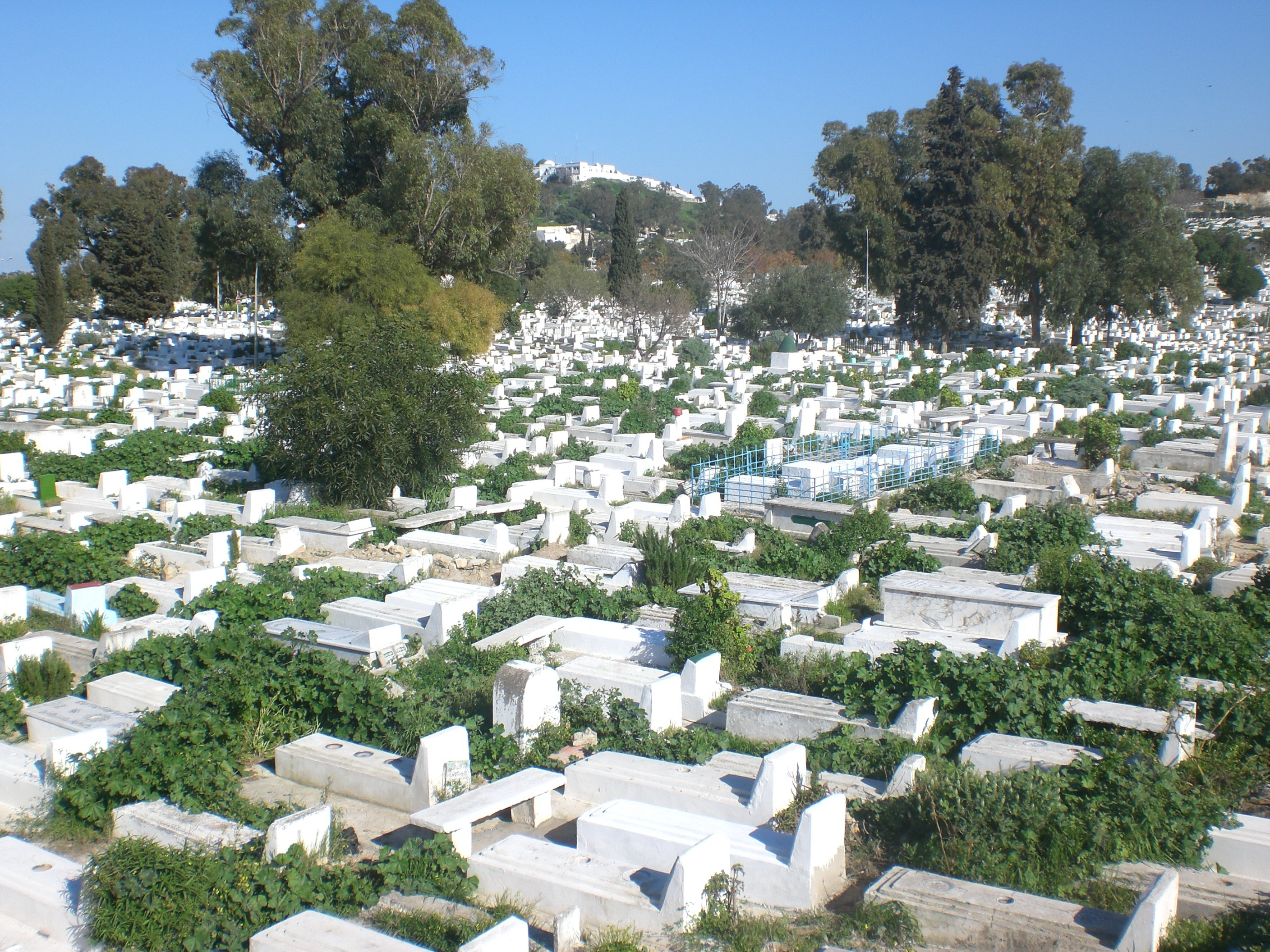
مقبرة الجلاز

المقبرة أو الجبانة أو القرافة أو التربة هي مكان يدفن به الأموات سواء بشكل فردي أو جماعي وكانت بعض الحضارات تغالي في تزيين مقابر الملوك كما كان يصنع المصريون القدماء مثل مقبرة توت عنخ آمون، وأكبرها هي الأهرامات الموجودة في بقاع عديدة من العالم. و لا تقتصر المقابر على الاستخدام الآدمي فقط بل تتخذ بعض الحيوانات المقابر لأنفسها كما تفعل الأفيال.

## قائمة مقابر تونس
تحتوي هذه القائمة على أسماء مقابر في تونس.
- الضريح اللوبي البوني (دقة)
- المقابر البونية (كركوان)
- المقبرة الإسرائيلية بتونس
- المقبرة العسكرية الألمانية في برج السدرية
- المقبرة العسكرية بقمرت

- مقبرة الجلاز
- مقبرة سيدي الجبالي

- نصب مجاز الباب التذكاري